# Ganso (aldeia)
Ganso é uma aldeia do departamento de Mangodara, na província de Comoé, no sudoeste de Burkina Faso. A aldeia tem uma população de 756 habitantes.